# Преображенка (Мордовия)
Преображенка — посёлок в Зубово-Полянском районе Мордовии России. Входит в состав Горенского сельского поселения.

## История
Основано в начале 1930-х годов переселенцами из села Русский Лундан.

## Население
| 2002 | 2010 |
| ---- | ---- |
| 12   | ↗13  |

Национальный состав
Согласно результатам Всероссийской переписи населения 2002 года, в национальной структуре населения русские составляли 83 %.